# Ernst Ferdinand Ströter
Ernst Ferdinand Ströter (* 31. Mai 1846 in Barmen; † 29. August 1922 in Zürich) war ein deutscher methodistischer Theologe.

## Leben
Von 1865 bis 1868 studierte Ströter Theologie, besonders beeinflusst durch den pietistischen Theologen Johann Tobias Beck. Anschließend war er Hauslehrer bei einer amerikanischen Familie, die durch Europa reiste. Über diese Verbindung lernte er den Methodistenprediger W. Schwarz kennen, durch den er zum Glauben kam. 
1869 zog Ströter in die USA und schloss sich einer Methodistengemeinde an. Ab 1870 war er Hilfsprediger in Philadelphia. 1871 heiratete er Caroline Doelfeld und arbeitete anschließend acht Jahre als Pionierprediger in Texas. 
Abgesehen von persönlichen Kontakten lernte Ströter unter anderem durch das Werk Der Herr kommt von William Eugene Blackstone (1841–1935) den Dispensationalismus in der Prägung von John Nelson Darby kennen. 
1879 wurde er als Prediger in die große und einflussreiche Methodistengemeinde in Saint Paul (Minnesota) berufen.
Bald darauf war er Professor der Historischen und Praktischen Theologie am Central Wesleyan College in Warrenton (Missouri). Nach weiteren sechs Jahren wechselte er zur Universität Denver, Colorado. 1894 trat er zusammen mit dem Judenmissionar Arno Clemens Gaebelein (1861–1945) in den Missionsdienst unter das Volk Israel. Er wurde außerdem Redner auf vielen Konferenzen in Westeuropa, Polen und Russland.
1899 kehrte Ströter nach Wernigerode am Harz zurück (ab 1912 Zürich, Schweiz) und machte die Sicht des Dispensationalismus in Deutschland bekannt, unter anderem durch Gründung der Zeitschrift Das prophetische Wort 1907. Die nach seinem Tod von dem methodistischen Superintendenten Heinrich Schädel weitergeführte Zeitschrift musste aus politischen Gründen 1937 und trotz des Bemühens von Bischof Nuelsen eingestellt werden, da die Bibel so ausgelegt wurde, dass Israel im Millennium eine führende Rolle innehaben werde. Später wurde die Zeitschrift von Karl Geyer und Adolf Heller unter dem Namen Gnade und Herrlichkeit weitergeführt; sie wird bis heute herausgegeben.
Ab 1898 nahm Ströter an acht Blankenburger Konferenzen (Evangelische Allianz) als gern gehörter Redner teil, teilweise als Hauptredner. Aufgrund von Differenzen in den Fragen des Gemeindeverständnisses und seiner Darstellung der Taufe wurde Ströter 1908 ausgeschlossen. Bei beiden Themen waren die Sicht des dispensationalistischen Prämillenarismus und die Konsequenzen der Streitpunkt. Mit der Ablehnung von Ströters Gemeindeverständnis hielt die deutsche Gemeinschaftsbewegung theologisch und prinzipiell an einem kirchlich geprägten Protestantismus fest.
Hauptsächlich durch eigene Studien kam Ströter nach einem längeren Prozess und inneren Kämpfen zu dem Schluss, dass die Allaussöhnung biblisch sei. Erste Anzeichen dafür sind ab 1902 festzustellen. Einflüsse von außen sind dabei nicht deutlich erkennbar; weder Darby noch Beck vertraten diese Sicht. Wesentlich für die weitere Entwicklung war allerdings ein brieflicher Kontakt mit Adolph Ernst Knoch, dem Herausgeber des Konkordanten Neuen Testaments. Knoch bat ihn darin 1909 um eine Stellungnahme zu einem eigenen Text über dieses Thema. Ströter schrieb ihm zurück: „Sie [jene Schrift] hat mir große Freude bereitet, denn sie eröffnete mir neue Schatzkammern der geoffenbarten Wahrheit, die ich nur undeutlich geahnt und vermutet hatte“. Er benutzte das Konkordante Neue Testament und hielt bis zu seinem Lebensende brieflich Kontakt zu Knoch. Offensichtlich war der Kontakt mit Knoch ein Impuls, ab 1909 öffentlich die Allversöhnung zu vertreten. In der Folge gab es heftige Kontroversen in der Gemeinschaftsbewegung. 1915 wurde sein Hauptwerk Das Evangelium von der Allversöhnung in Christus veröffentlicht, eine Überarbeitung bis dahin im Wesentlichen schon bekannter, ausschließlich biblischer Argumente. Deutlich wird darin, dass Ströter die Allversöhnungslehre für die einzige theologische Denkmöglichkeit hielt, Schriftaussagen und Wesenseigenschaften Gottes zu harmonisieren.
Den Kontakt zum deutschen Methodismus verlor er jedoch nicht. Während des Ersten Weltkriegs sammelte er für diese Bewegung nach Kräften vor allem in den USA. Bis zu seinem Tod blieb er ein beliebter Redner mit bis zu 1.200 Zuhörern.

## Schriften (Auswahl)
- Was ist es mit der Wiederbringung aller Dinge (1912)
- Tauffreiheit oder Taufbefehl?
- Das Evangelium von der Allversöhnung in Christus (1915, Neuauflage 2002)
- Erst Entrückung und dann Antichrist, oder umgekehrt? (1916)
- Der Zusammenbruch des Ansturms gegen die Wahrheit der Allversöhnung (1921)
- Wie soll ich meine Bibel lesen? (1919, zus. mit Heinz Schumacher)
- Christus, unsere Heiligung (1956; zus. mit Karl Geyer)
- Der Fürst des Lebens muß einst alles erben (1966, hrsg. v. Heinz Schumacher)
- Das 1. Buch Mose
- Frei vom Gesetz – Eine Auslegung des Galaterbriefes für die gläubige Gemeinde (Kap. 1–3)